# یواس‌اس جان فرانسیس برنز (دی‌دی-۲۹۹)
یواس‌اس جان فرانسیس برنز (دی‌دی-۲۹۹) (به انگلیسی: USS John Francis Burnes (DD-299)) یک کشتی بود که طول آن ۳۱۴ فوت ۴ اینچ (۹۵٫۸ متر) بود. این کشتی در سال ۱۹۱۸ ساخته شد.